# Torymus persicariae
Torymus persicariae är en stekelart som beskrevs av Mayr 1874. Torymus persicariae ingår i släktet Torymus och familjen gallglanssteklar. Inga underarter finns listade i Catalogue of Life.